# Żeński Oddział Wywiadowczy
Żeński Oddział Wywiadowczy – polska formacja wywiadowcza utworzona we wrześniu 1914 r. i trzy miesiące później wcielona do I Brygady Legionów. Kierowana przez Aleksandrę Szczerbińską. Austriackie dowództwo wiosną 1915 r. rozwiązało Oddział Wywiadowczy I Brygady, część jego członkiń kontynuowała udział w wojnie w męskich przebraniach, w tym Wanda Gertz walczyła na linii frontu.
W działalność wywiadowczą było zaangażowanych łącznie 46 kobiet, z czego 20 odznaczono w 1917 r. odznaką I Brygady „Za Wierną Służbę”, 17 Krzyżem Walecznych, a 7 Orderem Virtuti Militari.